# زاوية سيدي علي الكراي
زاوية سيدي علي الكراي واحدة من أهم الزوايا في مدينة صفاقس العتيقة.

## تاريخها
يمثل مقام سيدي علي الكراي أول مبنى جنائزي في مدينة صفاقس. وقد بني على عدة مراحل أهمها تمت بعد وفاة سيدي علي الكراي في نهاية القرن الخامس عشر.
و هو أيضا أول مبنى ديني في مدينة صفاقس تكون يه تربة. وقد أستلهمت في وقت لاحق منه هندسة مقامات أخرى كمقام سيدي بلحسن الكراي (القرن السادس عشر) و زاوية سيدي عمر كمون (القرن السابع عشر).
بين عامي 1978 و 1982 ، خضع المعلم لتحويلات جذرية  دمرت كل خصائصه التاريخية.

## هندستها المعمارية
تم بناء زاوية سيدي علي الكراي على ثلاث مراحل ، مع خصوصيات معمارية في كل مرحلة.

### المرحلة الأولى
تمثل  قاعة الصلاة بالجانب الجنوبي الشرقي نواة المبنى. وهو عبارة عن غرفة مستطيلة طولها عشرة أمتار، مقسمة إلى ستة مسارات ثلاثة منها موازية لجدار القبلة (مع الأوسط أوسع من الجانبية) وثلاثة منها عمودي للجدار. ويرجع هذا الترتيب إلى وجود أربعة أعمدة مركزية تنتهي بصفين من الأقواس على المحور الشرقي الغربي.
تحتوي هذه الغرفة على ثلاث نوافذ ، اثنتان في الغرب وواحدة في الشرق.
كما نلاحظ وجود محراب شبه أسطواني محفور في الجدار. هذا المحراب محاط في جزئه العلوي بإطار من الحجر الجيري وقوس على شكل حدوة حصان تدعمه أعمدة  كورنثية. أما الجزء السفلي ، فتم تزيينه بشريط كتابي متوسط يربط الجزئين.
كل هذه التفاصيل تجعل محراب ضريح سيدي علي الكراي نسخة طبق الأصل عن محراب الجامع الكبير بصفاقس.

### المرحلة الثانية
المرحلة الثانية هي توسيع قاعة الصلاة منى الجانب الشرقي وإضافة غرفة الضريح بالشمال. وهي عبارة عن غرفة مستطيلة طولها 5.75 أمتار و عرضها 4.7 أمتار ، بها قبة نصف كروية قطرها أربعة أمتار ترتكز على قاعدة مربعة.
تمثل هذه القبة عينة مثالية لواحدة من تقنيات البناء بصفاقس  ، وهي تعزيز التصاق الطلاء على الدعامة بإضافة أداة خشبية ، تظهر من خلال الآثار على السطح على شكل مربعات صغيرة.

### المرحلة الثالثة
وفقا لفوزي محفوظ، ففي أواخر القرن الثامن عشر، خضع المبنى لعملية ترميم أضاف له خلالها فناء صغير من خلال دمج الزاوية بالمنزل المجاور لها بالجانب الشمال الغربي (من المرجح أن تكون دار سيدي عبد الله الجموسي)، الشيء الذي أعطى الضريح طابعه المنزلي. يحتوي هذا الفناء على رواق وحيد من جانب المدخل و به سلالم للطابق العلوي.